# Amanita cinereoconia
Amanita cinereoconia é um fungo que pertence ao gênero de cogumelos Amanita na ordem Agaricales. É considerado sinônimo de Amanita chlorinosma pelo Index Fungorum.